# WW Андромеды
WW Андромеды (лат. WW Andromedae) — двойная затменная переменная звезда типа Алголя (EA) в созвездии Андромеды на расстоянии (вычисленном из значения параллакса) приблизительно 1480 световых лет (около 454 парсеков) от Солнца. Видимая звёздная величина звезды — от +11,59m до +10,92m. Орбитальный период — около 23,285 суток.

## Характеристики
Первый компонент — белая звезда спектрального класса A5. Радиус — около 2,47 солнечных, светимость — около 7,213 солнечных. Эффективная температура — около 6019 K.
Второй компонент — жёлто-белая звезда спектрального класса F3p.